# Niuatoputapu (taal)
Niuatoputapu is een uitgestorven Austronesische taal. 
Het was de inheemse taal van het eiland Niuatoputapu, Tonga, maar leek meer op de taal van Samoa dan op de taal Tonga. Voor de 19e eeuw stierf de taal uit. Alle nu nog beschikbare kennis van de taal komt van een lijst van 32 woorden die werd opgesteld door Jacob Le Maire in 1616.

## Le Maires woordlijst
Voorbeelden
| Nederlands | Niuatoputapu        |
| ---------- | ------------------- |
| kralen     | lickasoa of acachoa |
| een        | tacij of taci       |
| twee       | loua of loa         |
| vijf       | lima                |
| tien       | ougefoula           |